# مایکل هابریکا
مایکل هابریکا (انگلیسی: Michael Habryka؛ زادهٔ ۶ آوریل ۱۹۸۲) بازیکن فوتبال اهل آلمان است.
از باشگاه‌هایی که در آن بازی کرده‌است می‌توان به باشگاه فوتبال وولفسبورگ و باشگاه فوتبال ماگدبورگ ۱ اشاره کرد.